# Судово-психіатрична експертиза
Судово-психіатрична експертиза — це спеціалізована медична експертиза, яка визначає психічний стан особи з метою вирішення судових питань. Ця експертиза може включати оцінку психічної стійкості, рівня відповідальності за свої дії, а також можливість надавати показання в суді.
Експертиза проводиться кваліфікованими судовими психіатрами або психологами. Вона може виникнути в різних ситуаціях, таких як кримінальні справи, справи про позбавлення батьківських прав, громадянські позови та інші.

## Процедура
Процес судово-психіатричної експертизи включає кілька етапів:
1. Запитання суду: Суд висуває конкретні питання, які повинні бути вирішені експертом. Ці питання можуть стосуватися психічного стану, відповідальності, або інших аспектів.
2. Збір анамнезу: Експерт збирає інформацію про медичну історію, психічний стан та життєвий шлях особи. Це включає інтерв'ю з самою особою, якщо це можливо, або з іншими особами, які можуть надати важливі відомості.
3. Клінічний огляд: Проводиться медичний огляд для визначення фізичного і психічного стану особи.
4. Психологічні тести: Експерти можуть використовувати різні психологічні тести для отримання об'єктивної інформації про психічний стан.
5. Аналіз результатів: Експерт аналізує всю зібрану інформацію і формує свої висновки щодо поставлених питань.
6. Підготовка експертної доповіді: Експерт складає детальний звіт, в якому відповідає на запитання суду та надає обґрунтування своїх висновків.
7. Судовий процес: Експерт може бути запрошений свідком на судовий процес, де йому можуть ставити питання щодо його експертних висновків.

Цей процес сприяє об'єктивному визначенню психічного стану особи в контексті судових справ.